# Álamo
Álamo – miasto w Meksyku, w stanie Veracruz.